# Günther Quandt

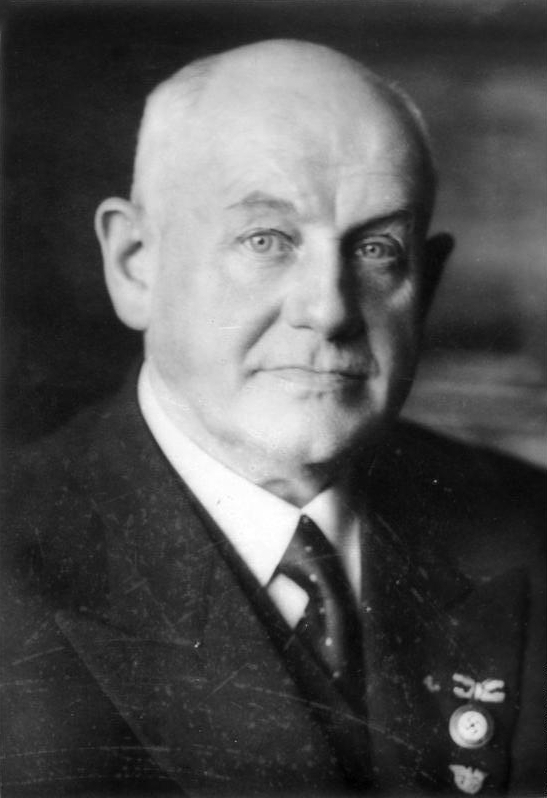

Günther Quandt (ur. 28 lipca 1881 w Pritzwalk, zm. 30 grudnia 1954 w Kairze) – niemiecki przemysłowiec i polityk.
Jego drugą żoną w latach 1921–1929 była Magda Ritschel, późniejsza żona Josepha Goebbelsa.

## Życiorys

### Do I wojny światowej
Urodził się jako syn fabrykanta tekstylnego Emila Quandta (1849-1925) w Pritzwalk. Jego ojciec poprzez ożenek stał się udziałowcem fabryki braci Draeger (założonej w 1860).
Po ukończeniu gimnazjum w Berlinie pobierał naukę zawodu w różnych gałęziach przemysłu włókienniczego w Niemczech i za granicą.
Następnie ożenił się z Antonią Ewald (1884–1918), z którą miał pierwszego syna – Hellmuta (1908-1927).
W 1909 Günther Quandt był już współwłaścicielem fabryki Draeger. W 1910 urodził mu się drugi syn – Herbert.
Rok później w 1911 został współwłaścicielem fabryki Friedricha Paula w Wittstock/Dosse – Tuchfabrik Friedrich Paul in Wittstock/Dosse.
W 1918 jego żona zmarła na hiszpankę.

### I wojna światowa i Republika Weimarska
Po wybuchu I wojny światowej, zajmował się gospodarką zasobami ważnych surowców wojennych. W 1915 kierował „Reichswoll-AG”, jego grupa przemysłowa była głównym dostawcą armii.
Po wojnie pracował jako referent w Ministerstwie Gospodarki Republiki Weimarskiej w referacie gospodarki tekstylnej.
W 1922 opuścił służbę państwową, powrócił do Pritzwalku i objął przedsiębiorstwa, których był współudziałowcem – „Draeger-Paul-Wegener-Werke” w Pritzwalk i Wittstock (po II wojnie światowej – Gebr. Draeger GmbH / Stuttgart).
4 stycznia 1921 Quandt ożenił się z 20-letnią Magdą Ritschel (1901–1945). 1 listopada 1921 urodził im się syn Harald. Magda Ritschel rozwiodła się z nim w 1929, by po dwóch latach w 1931, wyjść za mąż za Josepha Goebbelsa, późniejszego ministra propagandy III Rzeszy.
Od roku 1922 Günther Quandt angażował się razem z Augustem Rostergem coraz intensywniej w przemysł wydobywczy soli potasowych i ropy naftowej, powołując do życia w 1921 Wintershall AG. Przy okazji udało mu się uzyskać pakiet większościowy akcji założonej przez Adolpha Müllera spółki Accumulatoren Fabrik Aktiengesellschaft Berlin-Hagen / AFA – największego wówczas producenta baterii i akumulatorów w Europie. Spółka produkowała m.in. instalacje akumulatorowe dla U-Bootów (w roku 1962 spółka AFA została przemianowana na VARTA Batterie AG).
W 1928 Quandt zdobył kontrolę nad Berlin-Karlsruher Industrie-Werke AG, które w czasie I wojny światowej nazywało się Deutsche Waffen- und Munitionsfabriken AG (DWM), czyli Niemieckie Fabryki Broni i Amunicji i było bogatą w tradycje zbrojownią Niemiec. Wprawdzie produkcja broni i wyposażenia wojskowego była przez zwycięskie mocarstwa po I wojnie światowej zabroniona, ale Quandt zakładał, że w Niemczech już niedługo broń będzie miała znowu „wielką przyszłość”.

## Czasy nazizmu

### Quandt i NSDAP
Quandt należał do grupy przemysłowców, którzy spotkali się z Hitlerem w połowie 1931 w Hotelu Kaiserhof i zapewnili, że w razie lewicowego puczu, oddadzą do dyspozycji NSDAP 25 milionów marek.
Został również członkiem towarzystwa Studium des Faschismus, gdzie był ogniwem wiążącym kręgi konserwatywne z kręgami NSDAP. 20 lutego 1933 był uczestnikiem tajnego spotkania przemysłowców z Hitlerem, gdzie ustalono wyborczą pomoc dla NSDAP w wysokości 3 milionów marek.
Po przejęciu władzy przez nazistów (Machtergreifung) Günther Quandt dopasował się do zaistniałej sytuacji (darowizny pieniężne od AFA dla NSDAP, osobiste członkostwo w NSDAP – wstąpił 1 maja 1933 – numer członkowski 2636406) i czerpał z tego korzyści. Jego przedsiębiorstwa stały się ważnymi dostawcami przemysłu zbrojeniowego, on sam przedstawiany był jako wzór przemysłowca i w 1937 mianowany liderem gospodarki wojennej.
W czasie II wojny światowej, główne zakłady AFA w Hagen w Zagłębiu Ruhry, były wiodącymi dla dalszych w Hanowerze, Wiedniu i Poznaniu.
Tu produkowano prócz instalacji akumulatorowych dla łodzi podwodnych (w tym małych U-Bootów), specjalne baterie do torped i „Wunderwaffe” V2, a także baterie do pojazdów pancernych, urządzenia radiowe, radary oraz samoloty bojowe.
„Od materiału na uniformy po akumulatory, suche baterie, broń, amunicję i metale lekkie – ten kto to wszystko produkuje, słusznie nosi miano lidera gospodarki wojennej” – pisał tygodnik Das Reich.
„Ihre hervorstechendste Eigenschaft aber ist Ihr Glaube an Deutschland und an den Führer” (jego wybitną cechą jest jednak jego wiara w Niemcy i wodza) – mówił w 1941 w laudacji Hermann Josef Abs z Deutsche Bank o Güntherze Quancie.
Fabryki Georga Quandta AFA postępowały za armią niemiecką. Niebawem pojawiły się w Rydze, Krakowie i Lwowie.

### Obozy koncentracyjne i Quandt
W fabrykach Quandta zatrudniani byli jeńcy wojenni i więźniowie obozów koncentracyjnych. W zakładach AFA-Werk Hagen zaczęto ten proceder pod koniec lata 1940 z jeńcami francuskimi.
Jako następstwo zwiększonej rekrutacji niemieckich robotników do służby wojskowej, oraz wymaganej przez sytuację na frontach, przyspieszonej produkcji baterii do torped, baterii do „Wunderwaffe” V2, systematycznie wzrastała liczba zatrudnianych robotników przymusowych i jeńców. W 1944 było to 40% wszystkich zatrudnionych w zakładach, czyli 5800, a w DMW-Werk Karlsruhe około 4500 osób.
Od lata 1943 rozpoczęto w podległych AFA zakładach wykorzystywać więźniów z obozu w Stöcken (produkcja akumulatorów) i podobozu w Neuengamme. 1500 więźniów, którzy przebywali w obozie na terenie zakładów, obsługiwało produkcję akumulatorów w zanieczyszczonym ołowiem otoczeniu.
Na terenie zakładów w Hanowerze, zorganizowano następną filię obozu, z miejscem egzekucji włącznie.
Obóz KZ-Hannover-Stocken (dzisiaj Continental) był następną filią obozu w Neuengamme, która od początku września 1944 przez krótki czas zatrudniała około 1000 polskich żydów. Obóz znajdował się obok zakładów Continental. Więźniowie musieli tam pracować 11 godzin dziennie przy militarnie ważnej produkcji ogumienia do pojazdów.
W 1944 w filii zakładów Wien-Floridsdorf, rozpoczęto wykorzystywanie więźniów z obozu koncentracyjnego Mauthausen. Również w siostrzanej firmie AFA – Pertrix w Berlinie-Niederschönweide – od 1944 500 więźniarek zmuszono do pracy w żrących oparach kwasów.
Warunki pracy pochłaniały przeciętnie 80 ofiar śmiertelnych miesięcznie, które to ofiary wkalkulowane były od początku jako oczekiwana „fluktuacja pracowników”.

## Po II wojnie światowej
Günther Quandt ukrywał się pod koniec wojny w Leutstetten nad jeziorem Starnberg w Bawarii, podczas gdy jego syn Herbert Quandt wraz z kierowniczą kadrą AFA znalazł zastępcze zakwaterowanie w Bissendorfie pod Hanowerem i stamtąd mógł dalej prowadzić interesy.
Aresztowany i internowany w obozie Moosburg został dopiero 18 lipca 1946 w związku z jego rolą w gospodarce wojennej Rzeszy.
Po zwolnieniu, w styczniu 1948, w toku postępowania sądowego, został uznany tylko za wyznawcę – a właściwie ofiarę „owczego pędu” idei narodowosocjalistycznych, chociaż w czasach nazizmu piastował wiele ważnych stanowisk, zasiadając w radach nadzorczych takich firm jak Daimler-Benz, Deutsche Bank, AEG.
Według oceny Benjamina Ferenca, który pracował dla oskarżycieli w procesach norymberskich, on wraz z synem zostali by oskarżeni, tak jak Alfried Krupp von Bohlen und Halbach, Friedrich Flick, oraz odpowiedzialni z IG Farben, jako główni oskarżeni, gdyby dostępne dzisiaj materiały dowodowe zostały wówczas przedłożone oskarżycielom. Decydujące dokumenty o działalności Quandtów w Trzeciej Rzeszy były władzom brytyjskiego sektora okupacyjnego znane. Brytyjczycy nie udostępniali ich jednak, ponieważ wiedzieli jak wielkie znaczenie będzie miała produkcja akumulatorów również po wojnie i chcieli chronić właścicieli produkujących je zakładów.
Günther Quandt zmarł 30 grudnia 1954 w czasie urlopu wypoczynkowego w Egipcie.

## Literatura
- Wolfgang Benz, Barbara Distel (Hrsg.): Der Ort des Terrors. Geschichte der nationalsozialistischen Konzentrationslager. Bd. 5, Hinzert, Auschwitz, Neuengamme. Beck-Verlag, München 2007, S. 447f. ISBN 3-406-52965-8.
- Ralf Blank: Energie für die „Vergeltung”. Die Accumulatoren Fabrik AG Hagen und das deutsche Raketenprogramm im Zweiten Weltkrieg. In: Militärgeschichtliche Zeitschrift. 66. 2007, S. 102–118.
- Rüdiger Jungbluth: Die Quandts: Ihr leiser Aufstieg zur mächtigsten Wirtschaftsdynastie Deutschlands. Campus 2002, ISBN 3-593-36940-0.